# محوطه چم سورک سفلی ۲
محوطه چم سورک سفلی ۲ مربوط به عصر آهن - دوره اشکانیان است و در شهرستان گیلانغرب، بخش مرکزی، دهستان ویژنان وزیر، منازل روستای چم سورک واقع شده و این اثر در تاریخ ۲۶ اسفند ۱۳۸۷ با شمارهٔ ثبت ۲۵۴۰۶ به‌عنوان یکی از آثار ملی ایران به ثبت رسیده است.